# IC 440
IC 440 — галактика типу Sab (компактна витягнута галактика) у сузір'ї Жираф.
Цей об'єкт міститься в оригінальній редакції індексного каталогу.